# Doc Yak and Santa Claus
Doc Yak and Santa Claus è un cortometraggio muto del 1914 diretto da Sidney Smith

## Produzione
Il film fu prodotto dalla Selig Polyscope Company.

## Distribuzione
Distribuito dalla General Film Company, il film - un cortometraggio in una bobina - uscì nelle sale cinematografiche statunitensi il 25 dicembre 1914.